# Апофеоз доллара
«Апофеоз доллара» (исп. La apoteosis del dólar) — картина испанского художника Сальвадора Дали, написанная в 1965 году. Хранится в Театре-музее Дали, в каталонском городе Фигерас.

## История
Картина была написана Дали в 1965 году, явившаяся своеобразным ответом на знаменитую насмешливую прозвище–анаграмму 1939 года «Avida Dollars» (что по-латыни не совсем точно, но узнаваемо значит «алчный до долларов»), составленную из имени «Salvador Dalí» основоположником сюрреализма Андре Бретоном.
Картина находилась в собственности у секретарей Дали Энрике Сабатера и Джона Питера Мура, которые продали её в 1991 году Театру-музею Дали за 200 миллионов песет.

## Описание
На картине представлены типичные для Дали мотивы на протяжении всей его творческой жизни. Среди них выделяются: Марсель Дюшан, в левой части полотна, в костюме Людовика XIV, с лютнистом Антуана Ватто на голове; трижды написанная фигура гофмаршала Хосе Ньето в образе квартирмейстера из картины Веласкеса «Менины». Слева также располагается профиль статуи Гермеса работы Праксителя, в тени носа которого находится фигура Гёте, а в углу рта — портрет Вермеера Дельфтского. В правой же части картины Дали, наподобие Веласкеса, изображает себя, работающего над портретом Галы, рядом с которой располагается двойной образ — дантовская Беатриче, в которой одновременно можно увидеть и коленопреклонённого Дон Кихота. В верхней части полотна — поверженная армия Наполеона (схожая с работой художника Месонье), а в левом верхнем углу размещены участники битвы при Тетуане (повторяющие мотив картины Мариано Фортуни).